# 南部知伸
南部 知伸（なんぶ とものぶ、1909年4月18日 - 没年不明 ）は、日本の経営者。

## 来歴・人物
大阪府大阪市出身。1934年に京都帝国大学経済学部を卒業し、同年に阪神電気鉄道に入社。1957年4月に阪神百貨店常務に就任し、専務を経て、1963年11月に社長に就任。1983年6月に会長に就任し、1990年6月には相談役に就任。1985年12月には大阪商工会議所副会頭に就任。
1981年11月に勲四等旭日小綬章を受章。